# El Mestre Titas (1910)
El Mestre Titas fue un semanario satírico carlista publicado en la ciudad española de Barcelona en 1910.

## Historia
Apareció el 4 de enero de 1910, bajo la dirección de Juan María Roma, como tercera época de la cabecera Lo Mestre Titas.
En su primer número presentaba la salutación de El Requete Carlista de Barcelona y un mensaje a los Requetés de Cataluña firmado por El Requete Tradicionalista de Manresa, presentando en primera plana una fotografía del año 1875 de Don Carlos con su hijo Don Jaime en su regazo.
Se editaba cuatro páginas de 44 por 32, a tres columnas, en la imprenta Fiol y Compañía. A su valiente texto unía una gran amenidad y bonitos grabados, viñetas, fotografías de actualidades, retratos, etc. Casi todos los trabajos se publicaban con seudónimo.
Cesó en el número 52, de 25 de diciembre, para convertirse en el Vade-Mecum del Jaimista. En dicho número explicaba las causas de la fundación, el deseo de que hubiera un periódico escrito en catalán, pues La Bandera Regional, que dirigía el propio Roma, se redactaba en castellano, para extender más el radio de su propaganda.
Dio gran impulso a la política de las comarcas por medio de la publicación de cartas de todos los pueblos; organizó los Requetés; su campaña social marcó nuevos rumbos en la política jaimista; organizó el «Nadal del pobre» y llegó a tirar más ejemplares que ningún otro periódico carlista catalán.
Roma, que había prometido al jefe regional Erasmo de Janer sostener un año el periódico, cumplió la palabra.
Fueron colaboradores Jaime Raventós, Francisco X. Marcé, Hermenegildo Torrent, Fernando Beltrán, Emilio Farreras Suriol y Juan Segurañes.